# ユニウス氏族

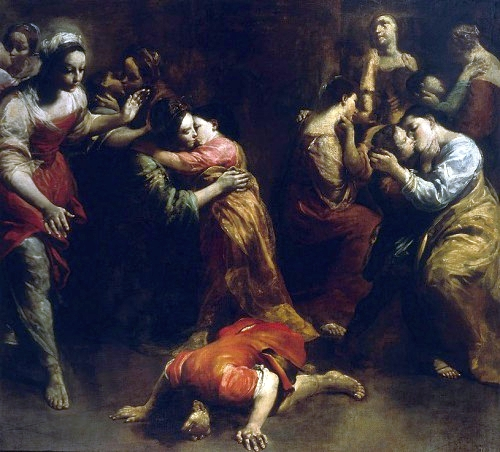
Giuseppe Crespi画、大地に接吻するブルトゥス (1725年)

ユニウス氏族 (羅: Gens Iunia) は、古代ローマの氏族。王政ローマ最後の王ルキウス・タルクィニウス・スペルブスを追放し、共和政ローマを樹立したルキウス・ユニウス・ブルトゥスや、ガイウス・ユリウス・カエサル暗殺に関わったマルクス・ユニウス・ブルトゥスが知られる。
プルタルコスによれば、プレプス（平民）であったマルクス・ブルトゥスはルキウス・ブルトゥスの直系ではないとする説もあるが、ポセイドニオスはこの氏族をルキウス・ブルトゥスの生き残った三男の子孫であるとしており、ルキウス・ブルトゥスの胸像の面影を残しているという指摘もあったという。

## パトリキ系

### ブルトゥス家
- マルクス
  - ルキウス・ユニウス・ブルトゥス：共和政ローマ設立メンバーの一人。紀元前509年の初代執政官。
    - ティトゥス・ユニウス・ブルトゥス：ブルトゥスの子。タルクィニウス王の陰謀に巻き込まれ父に処刑される。
    - ティベリウス・ユニウス・ブルトゥス：ブルトゥスの子。ティトゥスと共に処刑された。
    - 三男？

## プレプス系

### ブルトゥス家
- ルキウス・ユニウス・ブルトゥス： 紀元前493年の護民官
- ティトゥス・ユニウス・ブルトゥス： 紀元前492年のアエディリス
- デキムス・ユニウス・ブルトゥス・スカエウァ (紀元前325年の執政官)
  - デキムス・ユニウス・ブルトゥス・スカエウァ (紀元前292年の執政官)
- デキムス・ユニウス・ブルトゥス： 紀元前194年の植民三人委員
- プブリウス・ユニウス・ブルトゥス： 紀元前190年のプラエトル
- マルクス・ユニウス・ブルトゥス (紀元前178年の執政官)
  - マルクス・ユニウス・ブルトゥス (紀元前140年の法務官)
- マルクス
  - マルクス
    - デキムス・ユニウス・ブルトゥス・カッライクス： 紀元前138年の執政官
- マルクス
  - デキムス
    - デキムス・ユニウス・ブルトゥス (紀元前77年の執政官)
      - デキムス・ユニウス・ブルトゥス・アルビヌス
- マルクス・ユニウス・ブルトゥス： 紀元前88年のプラエトル。ルキウス・コルネリウス・スッラのローマ進軍を阻止すべく派遣されたが失敗。ヒスパニアに逃れた[2]
- マルクス・ユニウス・ブルトゥス (紀元前83年の護民官)
  - マルクス・ユニウス・ブルトゥス（クィントゥス・セルウィリウス・カエピオ・ブルトゥス）： 紀元前44年のプラエトル・ウルバヌス（首都法務官）[3]。カエサル暗殺
- ルキウス・ユニウス・ブルトゥス・ダマシップス： 紀元前82年のプラエトル・ウルバヌス。執政官ガイウス・マリウスの命令でスカエウォラ・ポンティフェクスらを処刑[4]

### ブブルクス家
- ガイウス
  - ガイウス
    - ガイウス・ユニウス・ブブルクス・ブルトゥス (紀元前317年の執政官)： その後も二度執政官を務める
      - ガイウス・ユニウス・ブブルクス・ブルトゥス (紀元前291年の執政官)：恐らくブブルクスの子

### ペラ家
- デキムス
  - デキムス
    - デキムス・ユニウス・ペラ： 紀元前266年の執政官
      - マルクス・ユニウス・ペラ： 恐らくデキムスの子。紀元前230年の執政官

### プッルス家
- ルキウス・ユニウス・プッルス
  - ガイウス・ユニウス・プッルス
    - ルキウス・ユニウス・プッルス： 紀元前249年の執政官

### シラヌス家
- マルクス・ユニウス・シラヌス：紀元前212年のプラエトル
  - マルクス
    - デキムス： 紀元前146年頃、カルタゴの書籍をラテン語に翻訳[5]
      - デキムス・ユニウス・シラヌス（・マンリアヌス）： 紀元前141年のプラエトル。ティトゥス・マンリウス・トルクァトゥスの実子。贈賄で告訴され自殺[6]
        - マルクス・ユニウス・シラヌス： 紀元前109年の執政官
          - デキムス・ユニウス・シラヌス： 紀元前62年の執政官[7]
            - マルクス・ユニウス・シラヌス (紀元前25年の執政官)
- マルクス・ユニウス・シラヌス： 紀元前196年のプラエフェクトゥス
- マルクス・ユニウス・シラヌス？： 紀元前135年前後の貨幣鋳造三人委員[8]
- マルクス・ユニウス・シラヌス： 紀元前77年のプラエトル[9]
- マルクス
  - ガイウス
    - ガイウス・ユニウス・シラヌス： 10年の執政官

### ペンヌス家
- マルクス
  - マルクス・ユニウス・ペンヌス： 紀元前201年のプラエトル
    - マルクス・ユニウス・ペンヌス： 上記ペンヌスの子か。紀元前167年の執政官
      - マルクス・ユニウス・ペンヌス (紀元前126年の護民官)

### その他
- クィントゥス・ユニウス： 紀元前439年の護民官
- ガイウス・ユニウス： 紀元前423年の護民官
- プブリウス・ユニウス： 紀元前230年のレガトゥス
- デキムス・ユニウス： 紀元前212年のレガトゥス
- ルキウス・ユニウス： 紀元前167年のレガトゥス
- ガイウス・ユニウス： 紀元前140年前後の貨幣鋳造三人委員[10]
- ティトゥス・ユニウス： 紀元前90年頃の護民官[8]
- クィントゥス・ユニウス： 紀元前70年の元老院議員[11]
- プブリウス・ユニウス： 紀元前69年、ルキウス・リキニウス・ルクッルス配下のガイウス・ウァレリウス・トリアリウスの下で働く[12]
- ルキウス・ユニウス： 紀元前42年からのセクストゥス・ポンペイウス配下のレガトゥス[13]
- クィントゥス・ユニウス・ブラエスス： 10年の補充執政官